# Gisèle Sandré
Gisèle Sandré est une actrice française née dans le 16e arrondissement de Paris le 7 septembre 1941.

## Biographie
Actrice et engagée dans une carrière sportive - championne de France de ski -, Gisèle André a épousé Richard Balducci en 1968 après avoir joué dans une dizaine de films.

## Filmographie
- 1959 : Le travail c'est la liberté de Louis Grospierre : Odette
- 1960 : Les Héritiers de Jean Laviron : Évelyne
- 1960 : Marche ou crève de Georges Lautner : Denise
- 1962 : Les Parisiennes, sketch Sophie de Marc Allégret : Suzanne
- 1962 : Pourquoi Paris ? de Denys de La Patellière
- 1963 : Les Bricoleurs de Jean Girault : la dernière victime
- 1963 : Landru de Claude Chabrol : Georgette
- 1963 : Les Saintes Nitouches, de Pierre Montazel : Odile
- 1964 : Per un dollaro a Tucson si muore de Cesare Canevari : Melody